# گور اسپرینگز (میسیسیپی)
گور اسپرینگز (به انگلیسی: Gore Springs) یک منطقهٔ مسکونی در ایالات متحده آمریکا است که در شهرستان گرانادا، میسیسیپی واقع شده‌است. گور اسپرینگز ۱۱۰٫۰۳ متر بالاتر از سطح دریا واقع شده‌است.